# Ā
Ā (en minúscula ā), o a con macrón, es un grafema de una A latina con un macrón , utilizado en varias ortografías. Ā se usa para denotar una A larga. Algunos ejemplos son las lenguas bálticas (p. ej., el letón), las lenguas polinesias, incluido el maorí , algunas romanizaciones del japonés, el persa, el pastún, el neoarameo asirio (que representa un sonido A largo) y el árabe, y algunos textos latinos (especialmente para los estudiantes). En chino mandarín romanizado (pinyin) se usa para representar A hablado con un tono alto nivelado (primer tono).
En el Alfabeto Internacional de Transliteración Sánscrita, Ā representa la vocal abierta posterior no redondeada "आ", que no debe confundirse con el carácter similar de Devanagari para la vocal media central, अ.
En idiomas distintos del sánscrito, Â se ordena con otras A y no se considera una letra separada. El macrón solo se tiene en cuenta al clasificar palabras que, por lo demás, son idénticas. Por ejemplo, en maorí, tāu (que significa tu) viene después de tau (que significa año), pero antes de taumata (colina).

## Codificación
| Carácter      | Ā                                  | Ā                                  | ā                                | ā                                |
| ------------- | ---------------------------------- | ---------------------------------- | -------------------------------- | -------------------------------- |
| Unicode       | LATIN CAPITAL LETTER A WITH MACRON | LATIN CAPITAL LETTER A WITH MACRON | LATIN SMALL LETTER A WITH MACRON | LATIN SMALL LETTER A WITH MACRON |
| Codificación  | decimal                            | hex                                | decimal                          | hex                              |
| Unicode       | 256                                | U+0100                             | 257                              | U+0101                           |
| UTF-8         | 196 128                            | C4 80                              | 196 129                          | C4 81                            |
| Ref. numérica | &#256;                             | &#x100;                            | &#257;                           | &#x101;                          |
| ISO 8859-4/10 | 192                                | C0                                 | 224                              | E0                               |
| ISO 8859-13   | 194                                | C2                                 | 226                              | E2                               |